# Bernardo Cennini

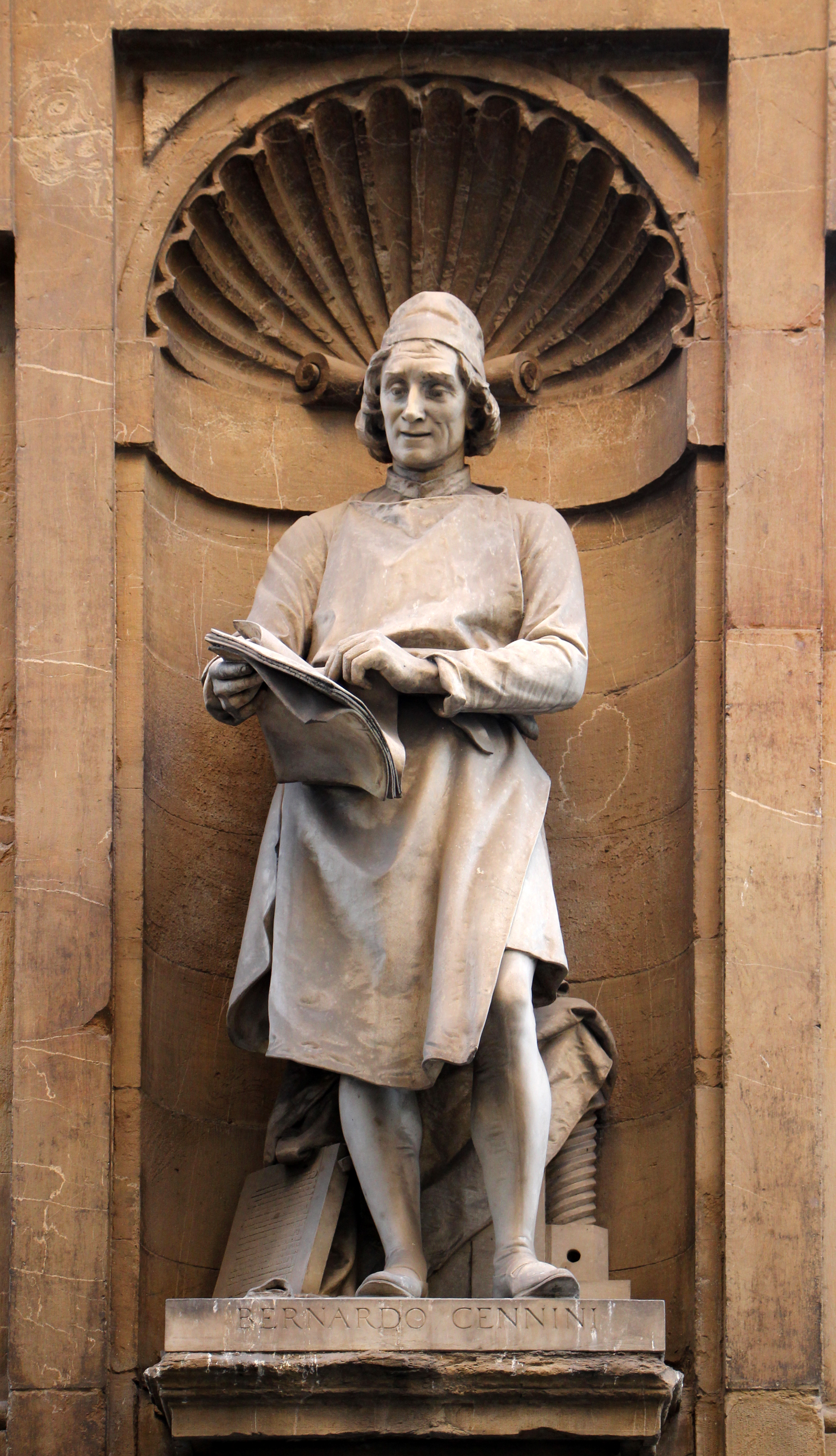
Bernardo Cennini

Bernardo Cennini (Firenze, 2 gennaio 1415 – Firenze, 1498) è stato un orafo e tipografo italiano, tra i primissimi utilizzatori della stampa in Italia.

## Biografia
Dopo aver lavorato con Lorenzo Ghiberti alle porte del Battistero di Firenze, in particolare alla Porta del Paradiso, fu tra i primi ad applicarsi all'arte della stampa a caratteri mobili inventata da Johannes Gutenberg a Magonza, di cui dedusse le tecniche senza apprenderle da alcun tipografo straniero ma solo analizzando il prodotto finale, ovvero i libri.
Tra il novembre 1471 e il 7 ottobre 1472 con l'aiuto del figlio Pietro pubblicò il primo libro stampato a Firenze: le Explanationes in Maronis Bucolica Georgica Aeneidis libros (o Commentarii in Vergilii opera) di Servio Mauro Onorato. Fu l'unico volume da lui impresso.
Nell'oreficeria collaborò anche con Verrocchio, col Pollaiuolo e con Michelozzo in particolare nei rilievi del dossale argenteo del battistero.
Una sua statua si trova in una nicchia della Loggia del Mercato Nuovo a Firenze.